# Dracophyllum arcuatum
Dracophyllum arcuatum är en ljungväxtart som beskrevs av Walter Reginald Brook Oliver. Dracophyllum arcuatum ingår i släktet Dracophyllum och familjen ljungväxter. Inga underarter finns listade i Catalogue of Life.